# Indice di presenza mafiosa
L’indice di presenza mafiosa (in acronimo IPM), è un indicatore statistico elaborato all'interno del Progetto PON – Gli investimenti delle mafie nel 2013 dal centro di ricerca Transcrime dell’Università Cattolica di Milano, concepito per misurare la presenza della mafia in Italia sul territorio nazionale. 

## Parametri e criteri di calcolo
L'indice di presenza mafiosa è il risultato della combinazione tra: 
- Omicidi e tentati omicidi di stampo mafioso, 2004-2011, fonte SDI;
- Persone denunciate per associazione mafiosa, 2004-2011, fonte SDI;
- Comuni e pubbliche amministrazioni sciolte per infiltrazione mafiosa, 2000- 2012 (agosto), fonte Ministero dell’Interno;
- Beni confiscati alla criminalità organizzata, 2000-2011, fonte ANBSC e Agenzia del Demanio;
- Gruppi attivi riportati nelle relazioni DIA e DNA, 2000-2011, fonte DIA e DNA.

Attraverso l'indice di presenza mafiosa così elaborato si è riscontrata una presenza di criminalità organizzata mafiosa in tutte le regioni del paese con poche aree che hanno fatto registrare valori pari a zero.
Di seguito le regioni ad alta densità mafiosa in ordine decrescente secondo l'indice di presenza mafiosa (2011):
1. Campania: 53,21
2. Calabria: 41,76
3. Sicilia: 31,84
4. Lazio: 23,83
5. Piemonte: 22,44
6. Liguria: 10,11
7. Puglia: 9,97
8. Basilicata: 5,32
9. Lombardia: 4,17
10. Toscana: 2,16
11. Umbria: 1,68
12. Emilia Romagna: 1,44
13. Abruzzo: 0.74
14. Sardegna: 0,70
15. Marche: 0,67
16. Valle D'Aosta: 0,57
17. Friuli Venezia Giulia: 0,42
18. Veneto:0,41
19. Trentino Alto Adige: 0,37
20. Molise: 0,31

## Province ad alta intensità mafiosa
Di seguito l'elenco decrescente delle province con il più alto indice di presenza mafiosa (2011):
1. Reggio Calabria: 101,57
2. Palermo: 94,25
3. Vibo Valentia: 60,36
4. Torino: 58,20
5. Napoli: 57,30
6. Caltanissetta: 53,18
7. Crotone: 44,24
8. Catanzaro: 35,73
9. Catania: 28,85
10. Trapani: 27,86
11. Agrigento: 25,3